# Le Petit Vingtième

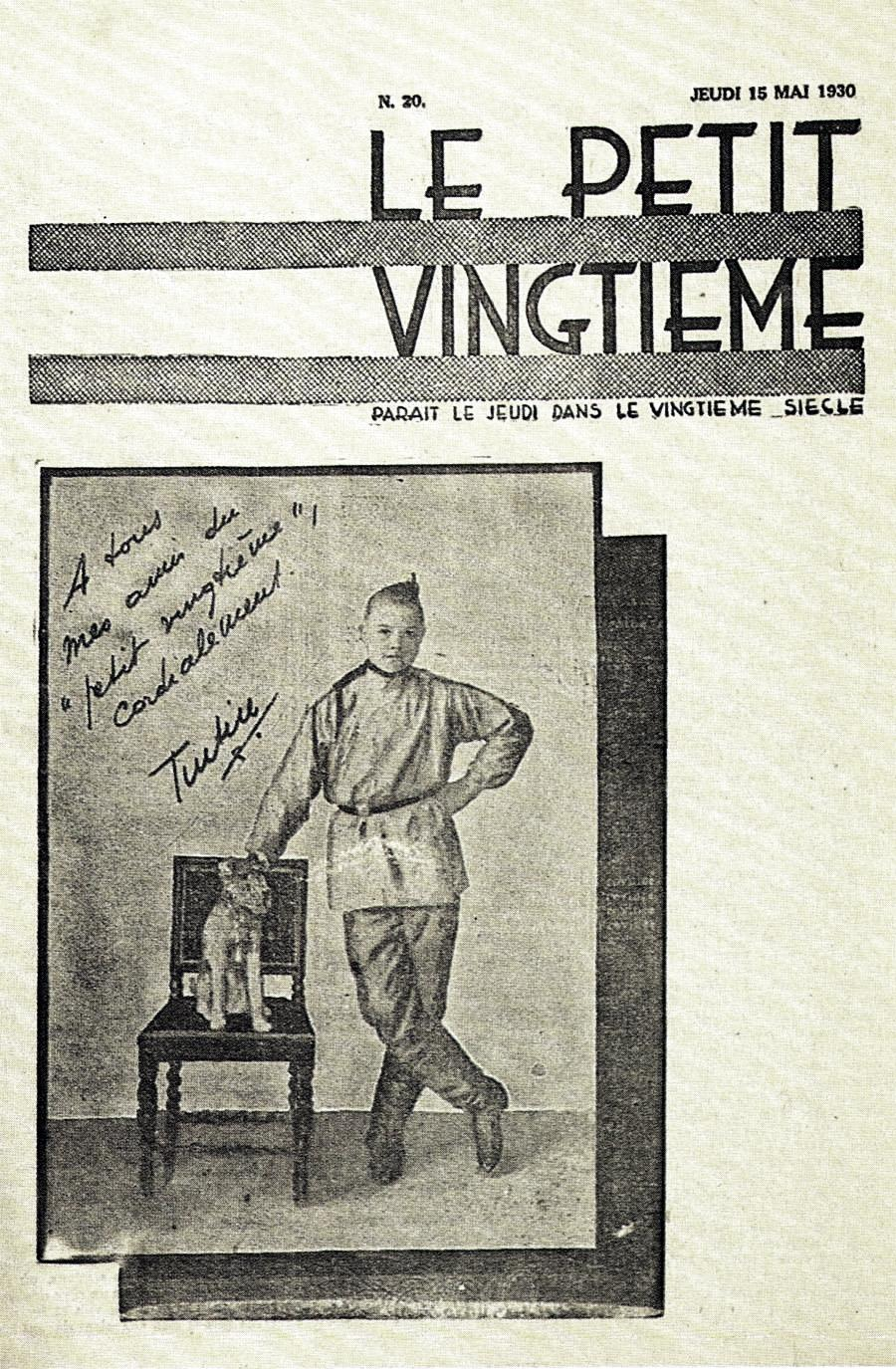
Copertina del 15° numero della rivista

Le Petit Vingtième era il supplemento infantile e giovanile del quotidiano belga Le Vingtième Siècle. È celebre soprattutto perché tra le sue pagine sono stati pubblicati i primi episodi de Le avventure di Tintin, il capolavoro del vignettista belga Hergé.
Il supplemento apparve per prima volta il 1º novembre 1928. Hergè fu il direttore, grazie alla sua amicizia con il direttore del quotidiano Le Vingtième Siècle: l'abate Norbert Wallez.
Tra le sue pagine furono pubblicate integralmente le prime otto avventure di Tintin:
- Tintin nel paese dei Soviet
- Tintin in Congo
- Tintin in America
- I sigari del faraone
- Il Drago Blu
- L'orecchio spezzato
- L'isola nera
- Lo scettro di Ottokar

La pubblicazione del successivo episodio, Nel Paese dell'Oro Nero, fu interrotta dall'invasione tedesca del Belgio nel 1940; l'ultimo numero di Le Petit Vingtième fu pubblicato l'8 maggio 1940.
Dopo la liberazione, avvenuta nel 1944, Le avventure di Tintin furono pubblicate su una nuova rivista, Il giornale di Tintin che apparve per la prima volta nel 1946.
Il nome di questo periodico allude a quello che Tintin menziona essere il giornale per cui lui lavora, e presso cui vengono pubblicate in esclusiva le sue avventure.